# کیک فنجانی‌ها طعم خشونت می‌دهند
کیک فنجانی‌ها طعم خشونت می‌دهند (به انگلیسی: Cupcakes Taste Like Violence) دومین ئی‌پی از خواننده-ترانه‌پرداز، چهره‌پرداز و مدل جفری استار می‌باشد که در ۹ دسامبر سال ۲۰۰۸ منتشر گردید.